# Ctenus minimus
Ctenus minimus är en spindelart som beskrevs av F. O. Pickard-Cambridge 1897. Ctenus minimus ingår i släktet Ctenus och familjen Ctenidae. Inga underarter finns listade i Catalogue of Life.